# Duewag GT8-80C
GT8-80C to oznaczenie niemieckiego wagonu tramwajowego, produkowanego przez firmę DUEWAG w latach 1989–1997 dla przewoźnika Verkehrsbetriebe Karlsruhe i Albtal-Verkehrs-Gesellschaft. Tramwaj GT8-60C wywodzi się od typu GT6-80C, z którego powstał, poprzez wstawienie dodatkowego członu pomiędzy dwa dotychczasowe. Dzięki temu zwiększyła się zdolność przewozowa.

## Konstrukcja
GT8-80C to trójczłonowy, ośmioosiowy, jednokierunkowy i jednostronny wagon silnikowy, przystosowany do obsługi sieci tramwaju dwusystemowego. Zamiast tradycyjnych schodków prowadzących do drzwi, zastosowano podłogę dostosowaną do tego, by można było wejść do wagonu z poziomu peronu.
Pierwsza seria tramwajów z 1989 roku składała się z pięciu pojazdów z przeszkloną krawędzią dachu i była przeznaczony głównie do użytku na linii Albtalbahn i linii kolejowej Busenbach - Ittersbach. Dodatkowy komfort w razie dalekobieżnych podróży zapewniają: klimatyzacja, siedzenia miękkie, tapicerowane w układzie 2+1 oraz dywaniki. Druga seria, także składała się z pięciu wozów, powstała w 1990 roku z przebudowania tramwajów typu GT6-80C o numerach 586-590. Podczas przebudowy zwiększyła się liczba członów do trzech oraz komfort jazdy, co upodobniło dawne GT6-80C do tramwajów GT8-80C z 1 dostawy.
Wszystkie inne pojazdy zostały dostarczone z dodatkowymi drzwiami w środkowym członie. A następnie w 1991 roku zbudowano dziesięć fabrycznie nowych tramwajów GT8-80C w firmie DUEWAG. Kolejne sztuki wyprodukowane zostały w latach 1993 i 1997, dziesięć pojazdów GT8-80C powstało z przebudowy GT6-80C. Człon środkowy dostarczyła firma DUEWAG, montaż miał miejsce w Karlsruhe.